# The Unforgiving
The Unforgiving ist das fünfte Album der niederländischen Band Within Temptation. Es wurde im März 2011 durch Roadrunner Records veröffentlicht.

## Entstehung und Stil
Im Gegensatz zum Vorgänger The Heart of Everything sollte The Unforgiving etwas moderner gestaltet werden. Dafür wurde – auch für die Texte – ein comicartiges Gesamtkonzept ausgewählt. Der Musikstil unterscheidet sich nicht wesentlich von den Vorgängeralben, allerdings ist der Gesang etwas rauer. Die Songs haben meist eingängige Hooklines und weisen zum Teil, wie bei der ersten Singleauskopplung Faster Elemente von Hardrock und Pop auf. Die erneut, wie auf den beiden Vorgängeralben von Daniel Gibson übernommene Produktion wurde als „High End“ beschrieben. Zu den einzelnen Songs wurden Kurzfilme und ein Comic-Buch herausgebracht.

## Rezeption
Das Album erreichte Platz sieben der deutschen Charts und konnte sich mit Platz 50 auch erstmals in den USA etwas höher in den Billboard 200 platzieren. Michael Rensen schrieb im Rock Hard: „Das minimal angegruselte Comic-Textkonzept und die mächtig drückende und auf zeitgemäß getrimmte, kinogewaltige High-End-Produktion gaukeln einen Fallrückzieher vor, der sich bei eingehenderer Beschäftigung allerdings dann doch eher als schnörkellos nach vorne gespielter Flachpass erweist.“ Er nannte Shot in the Dark einen „Überflieger-Song“ und vergab 7,5 von zehn Punkten. Greg Prato von der Webseite Allmusic.com stellte das gute Songwriting heraus. Auch sei der Versuch erfolgreich gewesen, ein Konzeptalbum herauszubringen, das von seiner Storyline nicht niedergedrückt werde. Er vergab 3,5 von fünf Sternen.

## Titelliste
1. Why Not Me (Sharon Den Adel, Robert Westerholt) – 0:34
2. Shot in the Dark (Sharon Den Adel, Robert Westerholt, Daniel Gibson) – 5:02
3. In the Middle of the Night (Sharon Den Adel, Robert Westerholt, Daniel Gibson) – 5:11
4. Faster (Sharon Den Adel, Robert Westerholt, Daniel Gibson) – 4:23
5. Fire and Ice (Sharon Den Adel, Robert Westerholt, Daniel Gibson) – 3:57
6. Iron (Sharon Den Adel, Robert Westerholt, Daniel Gibson) – 5:41
7. Where Is the Edge (Sharon Den Adel, Robert Westerholt, Daniel Gibson) – 3:59
8. Sinéad (Sharon Den Adel, Robert Westerholt, Daniel Gibson, Martijn Spierenburg) – 4:23
9. Lost (Sharon Den Adel, Robert Westerholt, Daniel Gibson) – 5:14
10. Murder (Sharon Den Adel, Robert Westerholt, Daniel Gibson) – 4:16
11. A Demon’s Fate (Sharon Den Adel, Robert Westerholt, Daniel Gibson) – 5:30
12. Stairway to the Skies (Sharon Den Adel, Robert Westerholt, Daniel Gibson, Martijn Spierenburg) – 5:32